# Alan (azienda)
La Alan è una azienda di biciclette, fondata a Saccolongo in Provincia di Padova nel 1972, da Lodovico Falconi, Ivaldo Friso e Antonio Boscolo per la costruzione di telai per biciclette da corsa.

## Storia
La ditta nacque per sfruttare il progetto originale dell'Ing. Falconi circa l'utilizzo della lega d'alluminio per la realizzazione di questi telai.
In quello stesso 1972 la Alan realizzò e produsse il primo telaio per bicicletta da corsa al mondo in lega d'alluminio.
Quattro anni dopo, nel 1976, sfruttando lo stesso brevetto, basato sull'avvitamento e incollaggio dei tubi alle congiunzioni in lega d'alluminio, la Alan realizzò il primo telaio al mondo in fibra di carbonio.
La Alan ha conquistato, con le sue biciclette, 31 titoli mondiali, nel ciclocross, su strada e su pista, conquistati da atleti professionisti e dilettanti.

## Atleti
Tra i corridori che hanno utilizzato i telai prodotti dalla Alan, ci sono tra gli altri: Zilioli, Basso, Bertoglio, Pierino Gavazzi, Baronchelli, Beccia, Battaglin e poi Thevenet, Kuiper, Lejarreta, Parra, Herrera, Johansson e nel ciclocross i campioni Zweifel, Wolfshohl, Stamsnijder, Thaler, Kluge e gli italiani Di Tano e Pontoni. Per la pista Clark, Risi, Golinelli, Brugna e Villa.
Tra le donne si ricorda Michela Fanini, già vincitrice del Giro d'Italia e Campionessa italiana. Si ricorda inoltre la figura di Giuliano Calore, detentore di 13 primati mondiali riconosciuti dal Guinness, ottenuti percorrendo salite e discese con una bicicletta priva di manubrio e freni.

## Nome
Il nome Alan derivò dalle iniziali dei due figli di Falconi, Alberto e Annamaria.